# Maria-Pia de Savoie (1847-1911)
Pour les articles homonymes, voir Maria-Pia de Savoie (homonymie).
 (septembre 2019).
Si vous disposez d'ouvrages ou d'articles de référence ou si vous connaissez des sites web de qualité traitant du thème abordé ici, merci de compléter l'article en donnant les références utiles à sa vérifiabilité et en les liant à la section « Notes et références ».
Titre
Reine consort de Portugal et des Algarves
6 octobre 1862 – 19 octobre 1889
(27 ans et 13 jours)
Maria Pia de Savoie (Maria Pia di Savoia), née le 16 octobre 1847 à Turin et morte le 5 juillet 1911 à Nichelino, est une princesse de la famille de Savoie qui devint par mariage reine consort de Portugal. Elle était la troisième reine de la maison de Savoie sur le trône portugais, après Mathilde et Marie Françoise.

## Biographie

### Famille et jeunesse

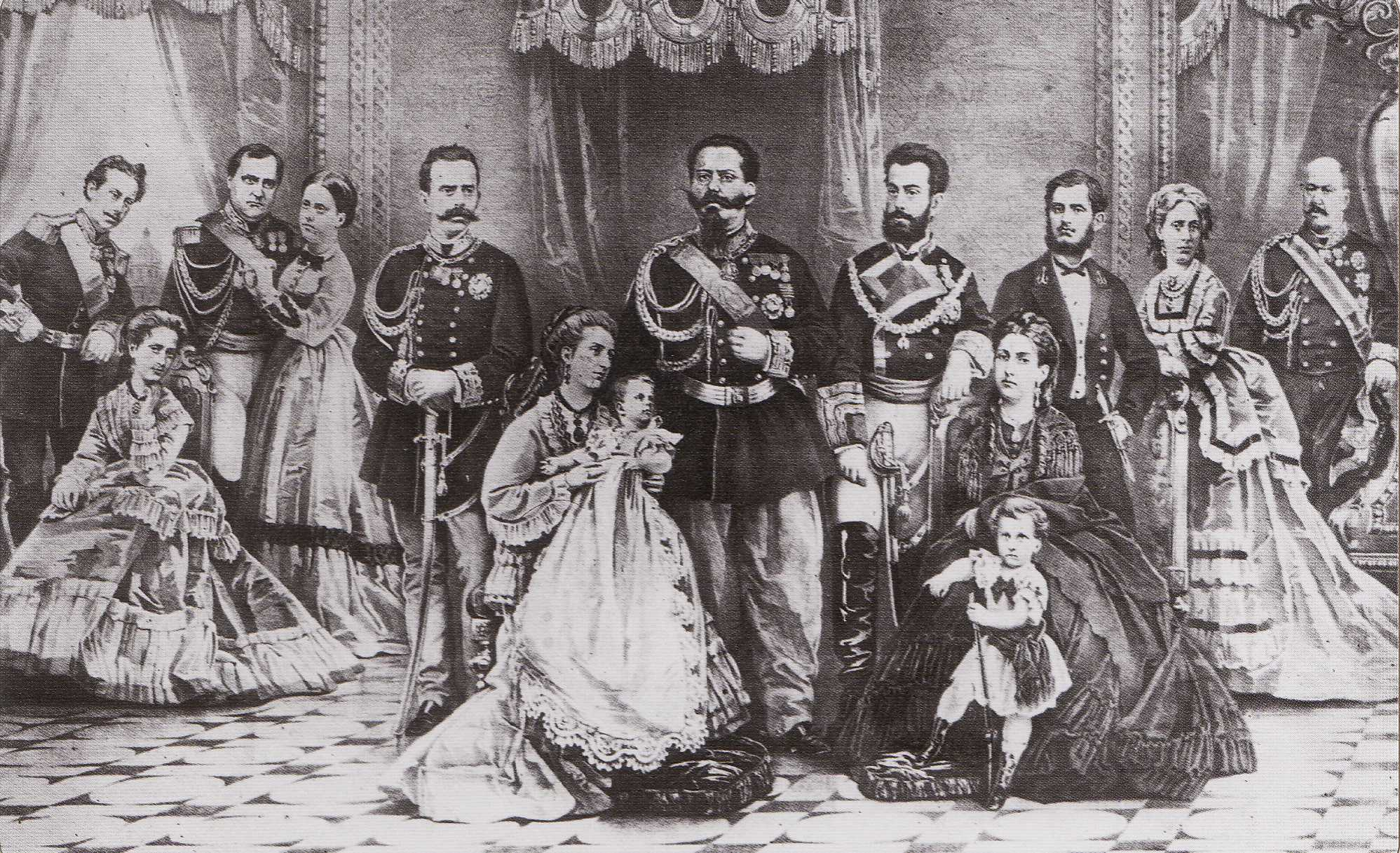
La famille royale d'Italie (1870) : le roi et la reine de Portugal, le prince et la princesse Bonaparte, Le prince et la princesse de Piémont et leur fils, le roi d'Italie, le roi et la reine d'Espagne et leur fils.

Maria Pia est le cinquième enfant et la fille cadette du roi Victor-Emmanuel II d’Italie et de son épouse Adélaïde de Habsbourg-Lorraine. Son parrain est le pape Pie IX. À son baptême, elle reçoit la Rose d'or.
En 1855, Maria-Pia perd sa mère.
En 1858, à la suite des accords secrets de Plombières, le Royaume de Piémont-Sardaigne pousse l'Autriche à lui déclarer la guerre. Soutenu par la France, la Maison de Savoie annexe la Lombardie.
En 1859, sa sœur aînée Marie-Clotilde de Savoie est mariée au prince Napoléon, cousin germain de l'empereur des Français.
L'année suivante, après avoir conquis la quasi-totalité de la péninsule sauf la région de Rome où règne le pape, son père est proclamé roi d'Italie. En 1865, il transfère sa capitale de Turin à Florence.

### Mariage
Le 6 octobre 1862, Maria Pia de Savoie épouse le roi Louis Ier de Portugal.
De cette union naîtront deux enfants :
- Charles Ier de Portugal (1863-1908) ; il épousa en 1886 Amélie d'Orléans (1865-1951), fille de Philippe d'Orléans, petit-fils du roi Louis-Philippe Ier (postérité) ;
- Alphonse de Bragance, duc de Porto (1865-1920) ; il épousa en 1917 Nevada Hayes (1885-1941) (sans postérité).

Maria-Pia se fait remarquer autant par son extravagance que par sa charité. Son goût du luxe, de la mode et des fêtes lui vaut quelques remarques des parlementaires auxquels elle répond avec hauteur. Cependant, elle ne se mêle pas de politique. Elle est surnommée « l'ange des pauvres ».

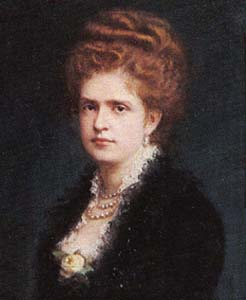
Fortuné Layraud, Maria Pia de Savoie, localisation inconnue.

En 1868, la reine Isabelle II d'Espagne ayant abdiqué, la couronne est proposée au roi Louis Ier de Portugal, qui la refuse. Elle est alors proposée au prince Amédée d'Italie, frère de la reine Maria-Pia, qui l'accepte mais doit abdiquer au bout de deux ans.
Conçu par Gustave Eiffel, inauguré en 1877, le pont Maria Pia qui enjambe le Douro, est ainsi nommé en l'honneur de la reine. Le pont Dom-Luis situé en aval est inauguré quelques années plus tard et rend hommage au roi.
En 1886, le prince héritier épouse la princesse Amélie d'Orléans, fille du prétendant au trône de France.
Veuve en 1889, elle conserve le même train de vie et assure la régence durant les déplacements de son fils et de sa belle-fille.

### Retour en Italie
Ébranlée par l'assassinat dont est victime son frère le roi Humbert Ier d'Italie en 1900, elle est traumatisée par la fin tragique de son  fils le roi Charles Ier de Portugal et de son petit-fils le prince héritier Louis-Philippe assassinés en 1908 ainsi que par l'abdication de son second petit-fils, le roi Manuel II et la proclamation de la république au Portugal en 1910.
Elle commence alors à montrer quelques signes de sénilité et de démence. Elle s'exile avec la famille royale puis retourne en Italie où elle meurt à Nichelino le 5 juillet 1911. Elle est inhumée dans la crypte de la basilique de Superga à Turin.

## Distinctions
- Récipiendaire de la Rose d'or à l'occasion de son baptême
- 25 mai 1865 : dame grand-croix de l'ordre de Sainte-Catherine
- Dame grand-croix de l'ordre des Saints-Maurice-et-Lazare
- Grande maîtresse de l'ordre royal de Sainte-Isabelle de Portugal
- Dame grand-croix de l'ordre de l'Immaculée Conception de Vila Viçosa
- Dame de l'ordre de la reine Marie-Louise
- Dame grand-croix de l'ordre de la Croix étoilée
- Dame de l'ordre de Thérèse